# Sông Ia Hiao
Sông (suối) Ia Hiao, còn gọi là suối Ea Hiao, là phụ lưu bên bờ phải của Sông Ba A Yun trong hệ thống sông Ba. Sông Ia Hiao chảy ở huyện Ea H'leo tỉnh Đắk Lắk qua huyện Phú Thiện, tỉnh Gia Lai, Việt Nam .
Sông có chiều dài 37 km và diện tích lưu vực là 302 km² .

## Dòng chảy
Sông Ia Hiao khởi nguồn từ các suối ở xã Ea Hiao và Dliê Yang huyện Ea H'leo tỉnh Đắk Lắk, chảy uốn lượn theo hướng bắc.
Sau đó sông là ranh giới giữa xã Ia Hiao huyện Phú Thiện và xã Ia RBol thị xã Ayun Pa, tỉnh Gia Lai. Sông đổi hướng đông và đổ vào Sông Ba A Yun .

## Tên gọi
Dựa theo Bản đồ hành chính và địa hình, cũng như theo địa danh xã Ea Hiao, thì tên sông là "Ia Hiao". Trong "Danh mục lưu vực sông liên tỉnh" theo Quyết định số 1989/QĐ-TTg ngày 01/11/2010 của Thủ tướng Chính phủ thì do lỗi đánh máy mà tên sông viết là sông Ia Hao .

## Chỉ dẫn
1. ↑  Trong tiếng các dân tộc thuộc nhóm ngôn ngữ Môn-Khmer ở Tây Nguyên và trong tiếng Việt cổ (trước thế kỷ 16, xem Chữ Nôm) thì đăk đã có nghĩa là nước, sông, suối, còn krông nghĩa là sông. Trong tiếng một số dân tộc Tây Nguyên khác thì ea/ia có nghĩa là nước, sông, suối.